# Parque Nacional Lanín
O Parque Nacional Lanín  situa-se na província de Neuquén, na Argentina, sendo conhecido sobretudo pelo vulcão Lanín permanentemente nevado e pelas actividades de turismo de aventura que se podem praticar. 
No parque encontram-se variados bosques frios da formação denominada de selva Valdiviana, sendo compostos principalmente por árvores de grande porte da família das coníferas e fagáceas, algumas das quais centenárias e presentes em poucos ou nenhuns outros locais do território argentino. Podem encontrar-se no parque árvores como Coihues, Lengas e Araucárias (ou pehuén) e o Austrocedrus (ou cipreste patagónico) entre outras. A fauna autóctone e alóctone é a mesma que se encontra no Parque Nacional Nahuel Huapi com o qual faz fronteira a sul.
Os lagos Huechulafquen e Lácar são os mais visitados, existindo ainda o Paimún, o Curruhue e o Lolog. Nestes lagos e nos rios que os alimentam pesca-se salmão e truta, havendo criação destas espécies na zona, para evitar o despovoamento da fauna ictícola.

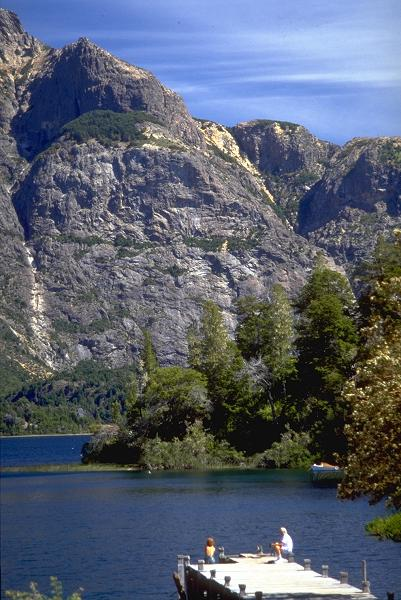
Um dos lagos do parque.